# 石橋克彦
石橋 克彦（いしばし かつひこ、1944年8月1日 - ）は、日本の地球科学者。理学博士。神戸大学名誉教授。専門は、歴史地震・地震テクトニクス。

## 経歴・人物
神奈川県平塚市で生まれ育ち、東京大学理学部地球物理学科を卒業、東大大学院理学系研究科博士課程修了。東大地震研究所助手、建設省建築研究所国際地震工学部応用地震学室長を経て神戸大学都市安全研究センター教授を歴任する。
- 1956年に日本初の南極観測隊が出発したニュースに強い関心を持ち観測隊に100円を寄付した。このことが、石橋の地球科学に興味を抱いたきっかけになった。また同時期には浜松市で佐久間ダムの本体工事が開始され、その記録映画を見て土木技術にも関心を持ち、コンクリートバケットの模型作りに熱中した。東京大学在学中の1964年に新潟地震が発生し、ラジオから「地震学者が少ない」と嘆く地震専門家の声が流れたのを聞いたのが、地震学者を目指すきっかけとなり、理学部地球物理学科を進路に選んだ[1]。
- 1976年3月に、博士論文「山梨県東部の地震計測学的研究 : フィリピン海プレート先端部としての意義と地震予知への応用」で 理学博士 号を取得した。
- 同年には、 日本地震学会および地震予知連絡会で東海地震説のもとになった「駿河湾地震説」を発表した[2][3]。マスコミにも盛んに取り上げられ、石橋の名前は一躍有名になり静岡県周辺の災害対策強化や直前予知体制が官民挙げて進められるきっかけとなった。
- その後、建設省建築研究所に約20年間在籍した。途上国からの留学生向けの授業のカリキュラムづくりなどに取り組む一方で、プライベートでは研究所があった茨城県つくば市での良い環境で子育てができたという[4]。
- 1994年自著の「大地動乱の時代－地震学者は警告する」（岩波新書）で、首都圏直下型地震など現代の都市型震災のリスクについて述べた。その翌1995年に阪神・淡路大震災が発生した。1996年に、神戸大学都市安全研究センターへ赴任し教授となった。しかし2008年3月に退職し[5]、以降は名誉教授となった。
- 『科学』（岩波書店）1997年 10月号で論文「原発震災―破滅を避けるために」を発表[6]。大地震によって原子力発電所が炉心溶融事故を起こし、地震災害と放射能汚染の被害が複合的に絡み合う災害を「原発震災」と名付けて警鐘を鳴らした。以後、日本国内における原子力発電所の耐震性を最新の地震学の知見で見直す必要性や、東海地震想定震源域の真上に立地している浜岡原子力発電所の閉鎖、原発依存からの脱却などを一貫して主張し続けてきた。
- 2001年には原子力安全委員会耐震指針検討分科会委員に就任し、『発電用原子炉施設に関する耐震設計審査指針』の改訂に関わったが改訂案が了承される直前の2006年8月になって、内容を不服として委員を辞任した。
- 「原発震災」への懸念は、2011年の東日本大震災で引き起こされた福島第一原子力発電所事故で現実のものとなった[7]。2011～12年には、国会に設置された東京電力福島原子力発電所事故調査委員会の委員を務めた。

## 祖先
石橋家の祖先は、徳川家の御家人だった。明治維新後、徳川将軍家の16代当主だった徳川家達と共に一時、静岡県内に居を移したこともあった。家には幕臣子孫ゆかりの「葵会」の名簿があり、「名簿をまたいではいけない」と言われながら育った。

## 著書
- 博士論文『山梨県東部の地震計測学的研究 : フィリピン海プレート先端部としての意義と地震予知への応用』理学博士. 東京大学. 甲第3806号. 1976年3月15日.
- 『地震予知の方法』（1978年、東京大学出版会）共著：浅田敏ほか
- 『伊豆半島をめぐる現在のテクトニクス』 月刊地球 2, 110-119, 1980
- 『相模湾西部, 初島の完新世海成段丘と地殻上下変動』 地震2輯 35, 195-212, 1982
- 『小田原付近の大地震発生の可能性』 月刊地球 7, 420-426, 1985
- 『地震の事典』（1987年、朝倉書店）共著：宇津徳治ほか
- 『"神奈川県西部地震"と地震予知I, II』 科学 58, 537-547,771-780, 1988
- 『南の海からきた丹沢 - プレートテクトニクスの不思議』（1991年、有隣堂）編：神奈川県立博物館
- 『大地動乱の時代 - 地震学者は警告する』（1994年、岩波新書）ISBN 4004303508 C0244
- 『阪神・淡路大震災と地震の予測』（1996年、岩波書店）共著：深尾良夫
- 『阪神・淡路大震災の教訓』（1997年、岩波ブックレット）
- 『原発と震災～この国に建てる場所はあるのか』（2011年、岩波書店）編：『科学』編集部
- 『原発を終わらせる』（2011年、岩波新書）
- 『原発震災 警鐘の軌跡』（2012年、七つ森書館）
- (今田高俊・鈴木達治郎・武田精悦・石橋克彦・山口幸夫・舩橋晴俊・千木良雅弘・山地憲治・柴田徳思・大西隆) 『高レベル放射性廃棄物の最終処分について 学術会議叢書(21)』(公益財団法人日本学術協力財団, 2014)

## 主要論文
- 「伊豆東方線一西相模湾断層」と伊豆異常隆起の解釈-フィリッピン海プレート最北境界の二重構造. 地震学会講演予稿集,(1976) , No.2, p.29.
- 「1703年元禄関東地震の震源域と相模湾における大地震の再来周期-1-(寄書)」 日本地震学会 Journal of the Seismological Society of Japan 30(3), p369-374, 1977-12
- 駿河湾地域の地震時地殻上下変動 『第四紀研究』 1984年 23巻 2号 p.105-110, doi:10.4116/jaqua.23.105
- 1293年永仁鎌倉地震と相模トラフ巨大地震の再来時間.地震学会1991年秋季大会講演予稿集, 251., NAID 10008209621
- 1782年天明小田原地震の津波に対する疑問 史料の再検討 『地震 第2輯』 1997年 50巻 3号 p.291-302, doi:10.4294/zisin1948.50.3_291
- 文献史料からみた東海・南海巨大地震 1.14世紀前半までのまとめ 『地学雑誌』 1999年 108巻 4号 p.399-423, doi:10.5026/jgeography.108.4_399

共著
- 太田陽子、松田時彦、相模湾西部, 初島の完新世海成段丘と地殻上下変動 『地震 第2輯』 1982年 35巻 2号 p.195-212, doi:10.4294/zisin1948.35.2_195
- 太田陽子、松島義章、松田時彦、三好眞澄、鹿島薫、松原彰子、掘削調査にもとづく伊豆半島南部における完新世相対的海水準変化 『第四紀研究』 1986年 25巻 3号 p.203-223, doi:10.4116/jaqua.25.203
- 三好崇之, 石橋克彦、『震源分布からみた伊勢湾から四国西部にかけてのフィリピン海スラブの形状」 『地震 第2輯』 2004年 57巻 2号 p.139-152, doi:10.4294/zisin1948.57.2_13